# 喜多見藩

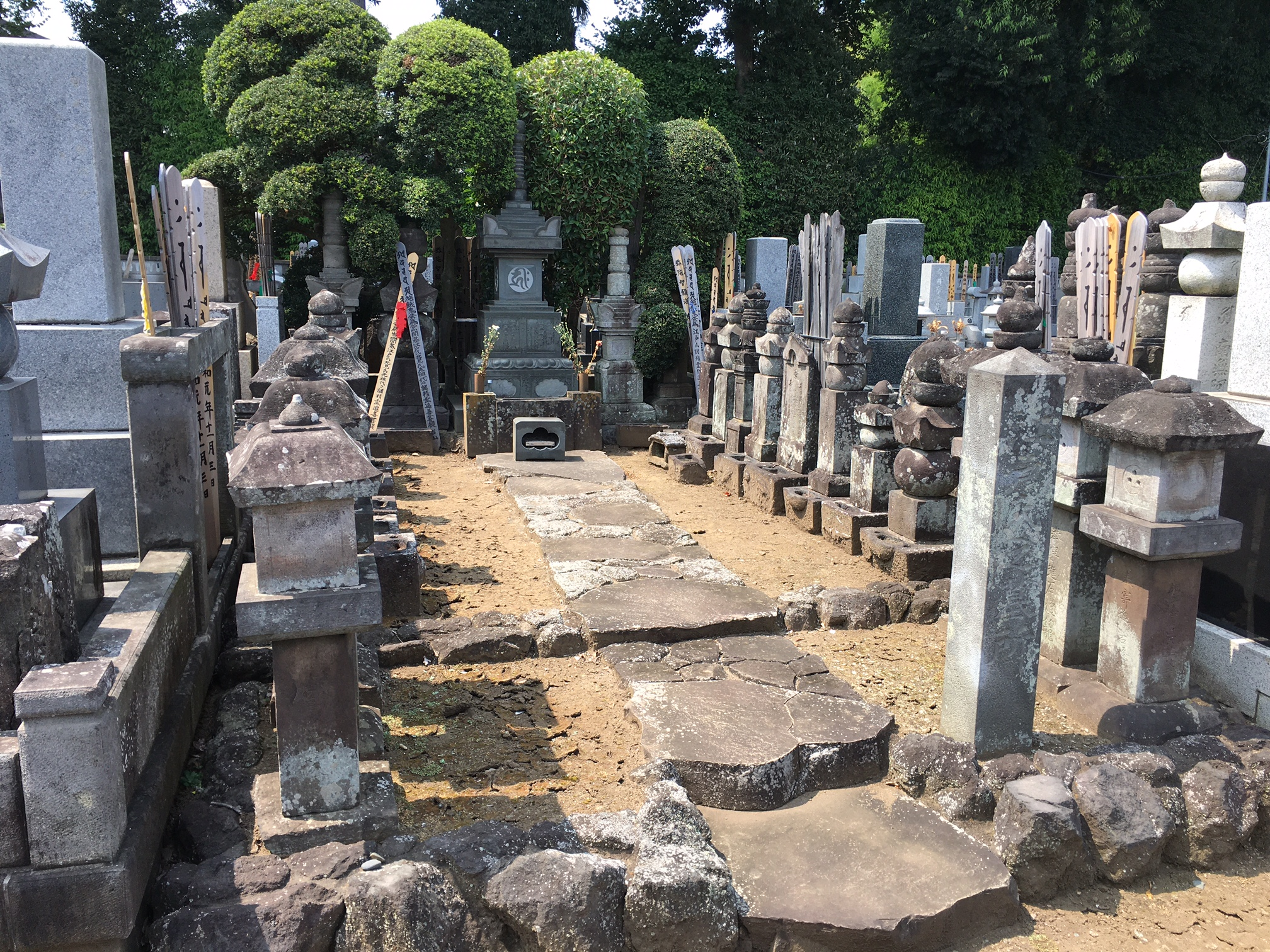
喜多見氏の墓所（世田谷区喜多見の慶元寺）

喜多見藩（きたみはん）は、武蔵国多摩郡（現在の東京都世田谷区喜多見）を治めた藩。藩庁は喜多見城（喜多見陣屋）に置かれた。

## 概要と藩史
幕府の足元である江戸郊外、現在の東京23区に該当する地域内に本拠地となる藩庁（陣屋）が設置されていた数少ない藩である。
藩主の喜多見氏（木田見江戸氏）は、名族秩父氏の流れを汲む武蔵江戸氏の後裔の一族である。江戸氏は平安時代後期に江戸郷を領地とした江戸重継を祖とし、多数の支流一族を配して武蔵国の広範囲に勢力を拡大した。しかし、戦国時代になると江戸氏は江戸を太田道灌に明け渡して現在の喜多見に移り、古河公方、次いで後北条氏の家臣となった。天正18年（1590年）の小田原征伐で北条氏が敗北すると、江戸勝忠は徳川家の家臣となり、姓を喜多見に改め、以降は喜多見勝忠と名乗った。勝忠は関ヶ原の戦い、大坂の陣に従軍した功績から、元和元年（1615年）に近江国郡代となる。その後も摂津・和泉・河内の3か国奉行を務め、後陽成院の葬礼を務めるなどの功績を挙げたことから、2000石にまで加増された。寛永4年12月26日（1628年2月1日）、勝忠は堺で病死した。
勝忠の死後、家督は次男の喜多見重恒が継いだ。このとき、2000石の所領は1000石を重恒、残る1000石を喜多見重勝が継いだ。重恒は延宝7年6月21日（1679年7月28日）に死去し、跡を外孫の喜多見重政が継いだ。重政は徳川綱吉の寵愛を受け出世して2000石、後には6800石余を加増され、合計1万石で大名に列した。貞享2年（1685年）、側用人となる。貞享3年（1686年）、河内・武蔵国内においてさらに1万石を加増されて合計2万石の大名となり、喜多見に立藩した。幕府の足元という立地にもかかわらず築城を許され、諸費用を綱吉から下賜されている。
元禄2年（1689年）2月、重政は突然改易され（喜多見家の分家筋であった喜多見重治が朝岡直国と刃傷事件を起こしたため連座により改易、との説がある）、伊勢桑名藩の松平定重預かりとなり、元禄6年7月28日（1693年8月29日）、配流先の桑名で死亡した。喜多見藩の改易については、柳沢出羽守吉保が側用人に登用されて以降、多数の将軍側近が失脚している事実から、柳沢吉保による陰謀説を唱える向きもある。
改易により、喜多見藩の家臣達は一朝にして浪人となり、あるいは他領に職を求め、あるいは武士を捨て土着して帰農した。喜多見の地には帰農した者たちの子孫が多く、『新編武蔵風土記稿』（1804-1821年刊）の喜多見村の項に、「村内に香取、齋藤、小川を氏せる村民四家あり、いずれも喜多見氏の家来にて故あるもののよし……この四家を呼んで土人浪人百姓といへり」と記されている。
『武鑑』の喜多見藩の項には、屋敷「西ノ丸下」、家老として「齋藤庄兵衛、香取弥一左衛門」と記載されている。喜多見氏の菩提寺であった永劫山華林院慶元寺（世田谷区喜多見）には、喜多見氏の墓所を囲む形で家臣団（香取氏、齋藤氏、小川氏、森氏、城田氏ほか）の墓が配置されている。
このうち、香取氏（当主：香取万平）は、同家の墓誌によると江戸氏の分家であるとされる。齋藤氏（当主：齋藤正）は、同家の家譜を調査した郷土史家・田中隆之によると、美濃国・齋藤冶平立重が越前勝山を経て、大永2年9月（1522年9月）に喜多見氏に勝手勘定奉行として仕えたとされる。

## 歴代藩主
喜多見家
1万石 - 2万石
| 代 | 氏名 | 読み     | 官位・官職       | 在任期間                              |
| -- | ---- | -------- | ---------------- | ------------------------------------- |
| 1  | 重政 | しげまさ | 従五位下、若狭守 | 貞享3年（1686年） - 元禄2年（1689年） |